# Bordeaux-Langon
Bordeaux-Langon est la première course automobile de l'année 1896. Elle relie, le 26 avril 1896, les villes de Bordeaux et de Langon, dans le département de la Gironde, en France.
Elle est une des premières course de l’histoire des sports automobiles.

## Départ de Bordeaux
Le départ de Bordeaux est donné à 8 h. Le parcours de 48 km s'effectue par la rive gauche de la Garonne.

## Arrivée à Langon
| Ordre d'arrivée | Pilote                                    | Voiture             | Temps  |
| --------------- | ----------------------------------------- | ------------------- | ------ |
| 1               | Abel Bord                                 | Peugeot (vis-à-vis) | 1 h 55 |
| 2               | Juhel-Renoy (remplacé par son mécanicien) | Panhard & Levassor  | 2 h 9  |
| 3               | Laffitte                                  | Panhard & Levassor  | 2 h 10 |
| 4               | Henry Marly                               | Panhard & Levassor  | 2 h 35 |
| 5               | Ollivier                                  | Peugeot             | 2 h 40 |
| 6               | Danflou (conduit par M. Legendre)         | Panhard & Levassor  | 3 h 3  |

Le retour, par la rive droite, se fait dans l'après-midi après un déjeuner réunissant tous les protagonistes.